# Bahnhof Mehltheuer
Der Bahnhof Mehltheuer  ist eine Betriebsstelle der Bahnstrecke Leipzig–Hof im Rosenbacher Ortsteil Mehltheuer im sächsischen Vogtlandkreis. Vom Bahnhof zweigt die Bahnstrecke nach Werdau ab.

## Lage
Der Bahnhof Mehltheuer liegt im Ortsteil Mehltheuer der Gemeinde Rosenbach/Vogtl. Er befindet sich im Nordwesten des Vogtlandkreises bei Mühltroff.

## Geschichte

### Name
Der Bahnhof trägt seit der Eröffnung den Namen Mehltheuer.

### Entstehung
Seit Eröffnung des Abschnitts Plauen–Hof der Bahnstrecke Leipzig–Hof am 20. November 1848 war Mehltheuer nur eine Station. Bis Ende der achtziger Jahre des 19. Jahrhunderts gab es nur einen provisorischen Güterschuppen. Das Empfangsgebäude wurde mehrmals erweitert. Besonders notwendig wurde die Erweiterung mit der Einbindung der Strecke aus Werdau. Der Bahnhof wurde ein Inselbahnhof. Für umfangreiche Rangierarbeiten gab es an beiden Bahnhofsseiten Ablaufgleise. Zur Unterscheidung wurden die südlichen Gleise mit S und die nördlichen Gleise mit N gekennzeichnet. Als weitere Hochbauten waren mehrere Stellwerke notwendig. Die Lokbehandlungsanlagen kamen zwischen 1883 und 1884 mit einem Heizhaus mit 18-Meter-Drehscheibe, Wasserstationsgebäude und ein Kohleschuppen dazu. Das Heizhaus wurde 1895 um zwei Stände erweitert. Das Wirtschaftsgebäude wurde mit der Inbetriebnahme der weiteren Strecke erweitert und verfügte zusätzlich zu den Warteräume noch über Expeditions- und Posträume. Der Hausbahnsteig wurde 1899 überdacht. Das Empfangsgebäude, der Güterschuppen und die Ladestraße mit Kopf- und Seitenladerampe waren über die Nebengleise des Lokbahnhofes erreichbar. Unter den Gleisanlagen gab es einen Fußgängertunnel für den Zugang zum Bahnhof und zu den Inselbahnsteigen. Vor dem Zweiten Weltkrieg war die größte Ausdehnung, mit 29 Gleisen und 40 Weichen erreicht.

### Nach dem Zweiten Weltkrieg
Die nächsten größeren Veränderungen fanden unmittelbar nach dem Zweiten Weltkrieg statt, als mehrere Gleise demontiert wurden. Die Drehscheibe wurde 1970 ausgebaut. Von den noch 1955  29 Gleisen sind heute noch sieben vorhanden, zusätzlich besteht noch ein Anschlussgleis zu einem Flüssiggaslager.
Seit 1991 ist die Zweigleisigkeit in Richtung Plauen wieder hergestellt, ab 1993 auch in Richtung Hof.
Mit Inbetriebnahme eines neuen Stellwerkes wurden die Stellwerke W1, W2 und W3 aufgelassen und die W1 und W2 im Jahr 2005 abgerissen. Das Empfangsgebäude wurde im Herbst 2014 abgerissen.

## Verkehrsanbindung
Der Bahnhof Mehltheuer (Vogtl) wird im Schienenpersonennahverkehr von der Vogtlandbahn und der Erfurter Bahn bedient. Der Bahnhof liegt im Verkehrsverbund Vogtland (VVV).
| Linie                    | Linienverlauf                                                                                                 | Takt (min)                    | EVU                           | Fahrzeuge                 |
| ------------------------ | --- | ----------------------------- | ----------------------------- | ------------------------- |
| RB 2                     | Plauen (Vogtl) ob Bf – Hof                                                                                    | 2× täglich in Randlage        | Die Länderbahn (Vogtlandbahn) | Stadler Regio-Shuttle RS1 |
| RB 5                     | (Mehltheuer –) Plauen (Vogtl) ob Bf – Herlasgrün – Falkenstein (Vogtl) (– Zwotental – Klingenthal – Kraslice) | 120 (Mehltheuer–Plauen ob Bf) | Die Länderbahn (Vogtlandbahn) | Stadler Regio-Shuttle RS1 |
| RB 13                    | Gera – Weida – Zeulenroda unt Bf – Mehltheuer – Hof                                                           | 120 min                       | Erfurter Bahn                 | Stadler Regio-Shuttle RS1 |
| Stand: 12. Dezember 2021 | |                               |                               |                           |